# Швехат (река)
Швехат (нем. Schwechat) — река в Нижней Австрии, правый приток Дуная.
Стекает в виде нескольких ручьев с высоты около 750 м над уровнем моря с высочайшей горы Венского Леса Шёпфля. В Клаузен-Леопольдсдорфе ручьи сливаются и получают название Швехат. Течёт в целом в восточном направлении на протяжении 62 км до одноимённого города, где впадает в Дунай. Площадь бассейна около 1182 км².
Важнейшие притоки справа: Гройсбах (Groisbach), Тристинг, Кальтер-Ганг (Kalter Gang); слева: Саттельбах (Sattelbach), Мёдлинг, Петерсбах (Petersbach), Лизинг. Крупные города по течению: Баден и Швехат.

## Название
Название реки происходит от средневерхненемецкого swechant, что означает «вонючий».
Этот эпитет подходит только начиная с Бадена, где в реку впадают серосодержащие ручьи.

## Лесосплав
С 1667 по 1939 год участок Швехата от Клаузен-Леопольдсдорфа до Бадена использовался для лесосплава. С этой целью, по течению были устроены водосливы, для поднятия уровня воды в мелких местах, где могли скапливаться сплавляемые бревна. Главный водослив (по-немецки Klause) находился у Клаузен-Леопольдсдорфа, еще 13 были устроены на притоках Швехата. На западной окраине Бадена лес перенаправлялся в Мёллерсдорф (см. Трайскирхен) и дальше уже по суше в Вену.
В 1756 году деревянный главный водослив был заменен каменным сооружением, сохранившимся до сих пор. С 1803 года для транспортировки из Бадена в Вену стал использоваться канал Винер-Нойштадт.

## Спортивный туризм
При повышенном уровне воды, Швехат на отрезке от Клаузен-Леопольдсдорфа до Бадена может использоваться для водного туризма. Сложность сплава оценивается на уровне II по Международной шкале сложности рек.